# I'm With You
I'm With You este cel de-al treilea single extras de pe albumul de debut al cântăreței de origine canadiană Avril Lavigne. Cântecul a fost lansat în noiembrie 2002 acesta a câștigat popularitate în țările anglofone, sporind succesul albumului de proveniență.

## Informații generale
I'm With You este cel de-al treilea single extras de pe albumul de debut al lui Lavigne, Let Go. Compus și produs de către echipa formată din Lavigne, Scott Spock, Lauren Christy, Graham Edwards această melodie reprezintă prima baladă lansată ca și single de către artistă. Conform precedentelor sale acasta poartă stilul unic muzical al lui Lavigne. 
Lansat în ultima parte a anului 2002 în America de nord și în prima parte a anului 2003 în Regatul Unit, I'm With You  nu s-a bucurat de același succes ca și precedentele single-uri, dar a atins poziții bune și foarte bune în topuri, reușind să ajute albumul să inregistreze vânzări ridicate. Melodia a fost folosită în cadrul mai multor seriale televizate și în cadrul filmului Bruce Almighty.
Avril Lavigne a obținut două nominalizări în cadrul premiilor Grammy, la categoriile Melodia Anului (premiul a fost însă adjudecat de către compoziția lui Luther Vandross, Dance With My Father) și Cea Mai Bună Interpretă Pop (premiu adjudecat de către Christina Aguilera pentru melodia Beautiful).
Videoclipul filmat pentru single-ul I'm With You  a fost produs de către renumitul fotograf David LaChapelle. Acesta o surprinde pe Lavigne, dergând singură pe stradă, încercând să găsească pe cineva. Majoritatea acestuia se desfășoară într-un ritm foarte lent, însă artista nu este afectată de acest lucru, mișcările sale fiind în concordanță cu melodia.

## Lista melodiilor
CD single
1. "I'm With You"
2. "I'm With You" (Live)
3. "Unwanted" (Live)
4. "I'm With You" (Music video)

## Poziții ocupate în topuri
| Clasament (2003)                | Loc |
| ------------------------------- | --- |
| Belgian Ultratop 50             | 9   |
| Canadian Singles Chart          | 13  |
| Euro 200                        | 9   |
| German Singles Chart            | 13  |
| Irish Singles Chart             | 3   |
| Italian Top 40                  | 5   |
| New Zealand RIANZ Singles Chart | 5   |
| Swedish Singles Chart           | 1   |
| U.S. ARC Weekly Top 40          | 1   |
| UK Singles Chart                | 7   |
| U.S. Billboard Hot 100          | 4   |
| United World Chart              | 1   |